# Philadelphia Weekly
Philadelphia Weekly (PW) é um tabloide da Filadélfia, Pensilvânia, publicado todas as quartas-feiras. O jornal foi fundado em 1971 como The Welcomat, uma publicação irmã da South Philadelphia Press. Em 1995, o jornal se tornou Philadelphia Weekly. O artigo apresenta histórias sobre política local e nacional, bem como ampla cobertura das artes — música, cinema, teatro e artes visuais.
De 1986 a 2015, o jornal foi de propriedade da Review Publishing, juntamente com a publicação irmã South Philly Review. Em 2015, os dois jornais foram vendidos para a Broad Street Media, controladora do Northeast Times. Em 2016, Richard Donnelly, presidente da distribuidora Donnelly Distribution, de Nova Jérsia, adquiriu a Broad Street Media e suas afiliadas. Donnelly formou o Newspaper Media Group.

## Colunas semanais

### Calendar
Guia semanal sobre eventos.

### Savage Love
Coluna semanal sobre sexo escrita por Dan Savage.